# Voxtours
Voxtours war ein Reisemagazin des deutschen Fernsehsenders Vox, das von 1993 bis 2009 ausgestrahlt wurde. Mit Werbeunterbrechung hatte das Format eine Sendezeit von etwa 60 Minuten. Die Sendung wurde durch die VOX Television GmbH produziert und am Sonntag Nachmittag und später samstags ausgestrahlt.
Für 2023 ist eine Neuauflage der Sendung auf VOXup geplant.

## Geschichte
Das Magazin startete als eine der ersten Sendungen des damals auf Nachrichten und Informationen orientierten und ausgerichteten Senders Vox im Jahr 1993. Zunächst wurde die Sendung durch Dieter Moor moderiert. Am 12. September 1993 übernahm Judith Adlhoch die Moderation und auch die Produktion der Sendung. Wurde Voxtours zunächst aus einem Studio moderiert, wechselte man später aus dem Studio in eine reale Kulisse unter freiem Himmel auf einer Insel in den Seychellen, was der Sendung ein Alleinstellungsmerkmal zu anderen Magazinen gab. Später wechselte man mit der Produktion zu der Malediven-Insel Miriandhoo. Dabei wurden die Moderationen der einzelnen Sendungen an mehreren Tagen hintereinander vorproduziert. 1998 feierte Adlhoch die 200. Sendung von Voxtours.
Im März 2000 wurde Adlhoch von Daniela Worel als neue Hauptmoderatorin abgelöst. Adlhoch übernahm die Moderation von Voxtours als Urlaubsvertretung und zusätzlich moderierte sie ab April 2004 die neuen Ableger Voxtours Explorer, Voxtours Extrem und Voxtours Reportage. Unter dem Titel Voxtours Metropolen standen verschiedene Städte im Vordergrund der Sendung. Für ihre Reisereportagen wurde Adlhoch mehrfach für Preise nominiert und ausgezeichnet: 1996 Nominierung für den Telestar-Fernsehpreis, Bereich Information, 2003 der Silberne Kompass und Goldene Kompass (2004, 2005, 2006) und 2007 der Columbus Sonderpreis. Ab dem 11. Januar 2004 verzichtete man nach mehreren Jahren auf die Produktion der Sendung auf den Malediven und man wechselte zu den Vox-Studios in Köln, womit man sich auch mehr Flexibilität und Aktualität bei den Themen versprach.
Off-Sprecher der Sendung war Gerd Alzen. Vom 16. Juni bis zum 4. August 2007 sendete man samstags ein achtteiliges Auswanderer-Special u. a. aus der Dominikanischen Republik, Ecuador, der Türkei und Peru. Für ein Voxtours-Spezial aus Kanada übernahm Nova Meierhenrich im Sommer 2008 die Moderation. 2009 wurde das Reisemagazin zusammen mit dem Magazin Wolkenlos aus Kostengründen und wegen sinkender Einschaltquoten eingestellt. Voxtours war damals mit 16 Jahren die älteste Eigenproduktion des Senders.
Nach der Ausstrahlung auf Vox wurde Voxtours auch auf dem Pay-TV-Sender RTL Living wiederholt. Einzelne Voxtours-Sendungen wurden auch als DVDs herausgebracht.
Im Februar 2023 wurde eine Fortsetzung der Sendung angekündigt, die von RTL Studios produziert werden soll und auf dem Sender VOXup ausgestrahlt werden soll. Die Moderation übernimmt Anni Dunkelmann. An ihrer Seite soll in jeder Folge ein Prominenter als Begleitung dabei sein.

## Episodenliste Voxtours 2023
| Episode | Reiseziel | Prominenter             | Erstausstrahlung |
| ------- | --------- | ----------------------- | ---------------- |
| 1       | Südafrika | Motsi Mabuse            | 24. Mai 2023     |
| 2       | Indien    | Collien Ulmen-Fernandes | 31. Mai 2023     |